# Іванов Вадим Миколайович
Вадим Миколайович Іванов (нар. 18 (30) квітня 1892, Маріуполь — 15 січня 1962, Київ) — український радянський науковець, терапевт, академік Академії медичних наук СРСР (1953), академік Академії наук УРСР (1957), професор (1933), доктор медичних наук (1935), заслужений діяч науки УРСР (1947). Голова Українського республіканського товариства терапевтів, почесний член Всесоюзного товариства терапевтів (1956).

## Біографія

Могила Вадима Іванова

Народився в Маріуполі. У 1916 році закінчив медичний факультет Київського університету. Учень Ф. Г. Яновського.
З 1934 року очолював терапевтичні кафедри і клініки Київського медичного інституту:
- у 1934—1941 роках — факультетської терапії 2-го Київського медичного інституту;
- у 1944—1951 роках — терапії санітарно-гігієнічного факультету Київського медичного інституту;
- в 1945—1948 роках — терапії Київського стоматологічного інституту (за сумісництвом);
- у 1951—1958 роках — госпітальної, в 1958—1962 роках — факультетської терапевтичних клінік Київського медичного інституту;

- у 1953—1962 роках — керівник відділу клінічної фізіології Інституту фізіології АН УРСР.

Жив у Києві. Помер 15 січня 1962 року. Похований у Києві на Байковому кладовищі.

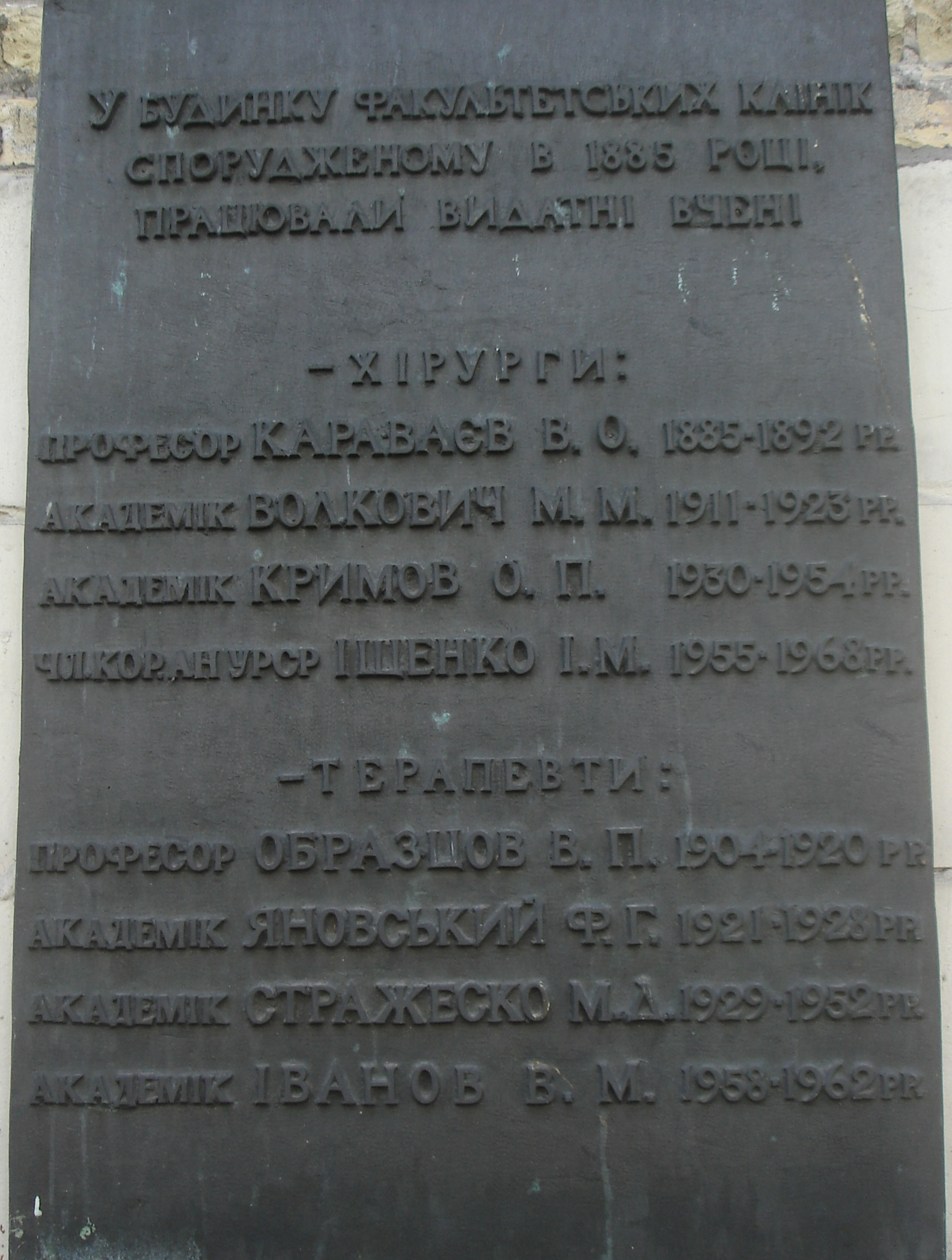
Меморіальна дошка видатним хірургам і терапевтам Київського медичного інституту. Встановлена на будинку факультетської клініки Київського медичного інституту (Київ, бульвар Тараса Шевченка, 17).

## Наукова робота
Основні наукові праці присвячено проблемам фізіології та патології органів травлення. Одним із перших розробляв проблеми гастрографії.
Автор понад 80 наукових робіт, присвячених клініко-фізіологічним дослідженням секреції і рухової діяльності шлунка, проблем онкології:
- «Дивертикули шлунка» (Київ, 1948);
- «Діагностичне та клінічне значення томофлюорографії легень» (Київ, 1951);

Меморіальна дошка

- «Вибрані праці» (Київ , 1985).

## Нагороди, пам'ять
Лауреат Державної премії СРСР (1951). Терапевтична клініка ДЗ «Республіканська клінічна лікарня МОЗ України» носить його ім'я.
На будинку заснованої ним терапевтичної клініки в Києві, за адресою вул. Володимира Винниченка, 9 в 1963 році встановлено меморіальну дошку (бронза, барельєфний портрет; скульптор І. П. Кавалерідзе, архітектор Р. П. Бикова).